# Coop-Femmes
Fondée en 1976, la Coop-Femmes est le premier organisme sans but lucratif de lesbiennes féministes francophones à voir le jour au Québec,,,,,,,.
Immatriculée sous la dénomination de Centre Social des Femmes du Centre-Ville de Montréal (C.S.F.C.V.M.),,,, l'organisation sera largement connue sous le nom de la Coop-Femmes, puis sous le nom de la Coop-Lesbienne,,,. Ses portes ouvrent en février 1977 au 3617 boulevard St-Laurent à Montréal,,,.

## Mission
L'idée de fonder la Coop-Femmes serait venue d'un groupe de lesbiennes montréalaises présentes à la troisième National Lesbian Conference tenue en 1976 à Ottawa,,qui désiraient créer un lieu de rassemblement pour les lesbiennes féministes francophones en dehors des bars,,,.
Le nom de la Coop-Femmes fut choisi comme un compromis entre le désir de s'identifier comme lesbienne féministe et la minimisation des risques de potentielles attaques lesbophobes,. Bien que l'organisation portait le nom de « coopérative », en raison de son modèle de fonctionnement initial, basé sur des cotisations mensuelles de membres, elle n'en fut jamais une sur le plan légal.
L'organisation avait pour but de soutenir financièrement les initiatives lesbiennes par prêts et par dons, à l'image d'une banque,,,,. Étaient éligibles au financement les initiatives provenant de lesbiennes, indépendantes de tout groupe hétéro, homosexuel (mâle) ou mixte. Parmi les initiatives soutenues, on peut penser à Vidé-Elle, à la Chorale Lesbienne, aux revues Treize, L'Évidente Lesbienne, Ça s'attrape!!, Amazones d'hier Lesbiennes d'aujourd'hui et à la tenue de certaines éditions des Journées d'Inter-Actions Lesbiennes (devenues les Journées de visibilité lesbienne).
Elle avait aussi pour mission de gérer les fonds provenant d'autres groupes de lesbiennes et d'augmenter son capital par divers moyens comme la tenue d'ateliers, de spectacles bénéfices, de débats politiques, de danses, d'expositions, de visionnements de films et de soupers communautaires,,,,,.
Les profits de certaines éditions des Journées d'Inter-Actions Lesbiennes (devenues les Journées de visibilité lesbienne) servaient à renflouer les fonds communs de l'organisation,,. Les actifs annuels de la Coop-Femmes se situaient dans les 10 000$ au début des années 1990.

### Idéologie politique
La Coop-Femmes était investie par un nombre important de lesbiennes féministes, puis l'émergence du lesbianisme radical au Québec, au début des années 1980, engagea une remise en question idéologique et une dissidence politique entre certaines de ses membres,,,,.
Concrètement, la charte de la Coop-Femmes stipulait le caractère francophone et féministe de l'organisation, tout comme sa vocation culturelle, alors que les militantes soutenant le lesbianisme radical revendiquaient plutôt la nécessité de penser le lesbianisme et sa dimension politique en dehors du mouvement féministe,.
Les membres du collectif lesbien radical AHLA, ayant réalisé le film Amazones d'hier, Lesbiennes d'aujourd'hui (AHLA), se sont d'ailleurs rencontrées à la Coop-Femmes peu avant sa fermeture,.
La Coop-Femmes ferme son local en novembre 1979, mais poursuit tout de même sa mission de financer les initiatives lesbiennes jusqu'aux années 1990,,.